# Tronchetto di Natale

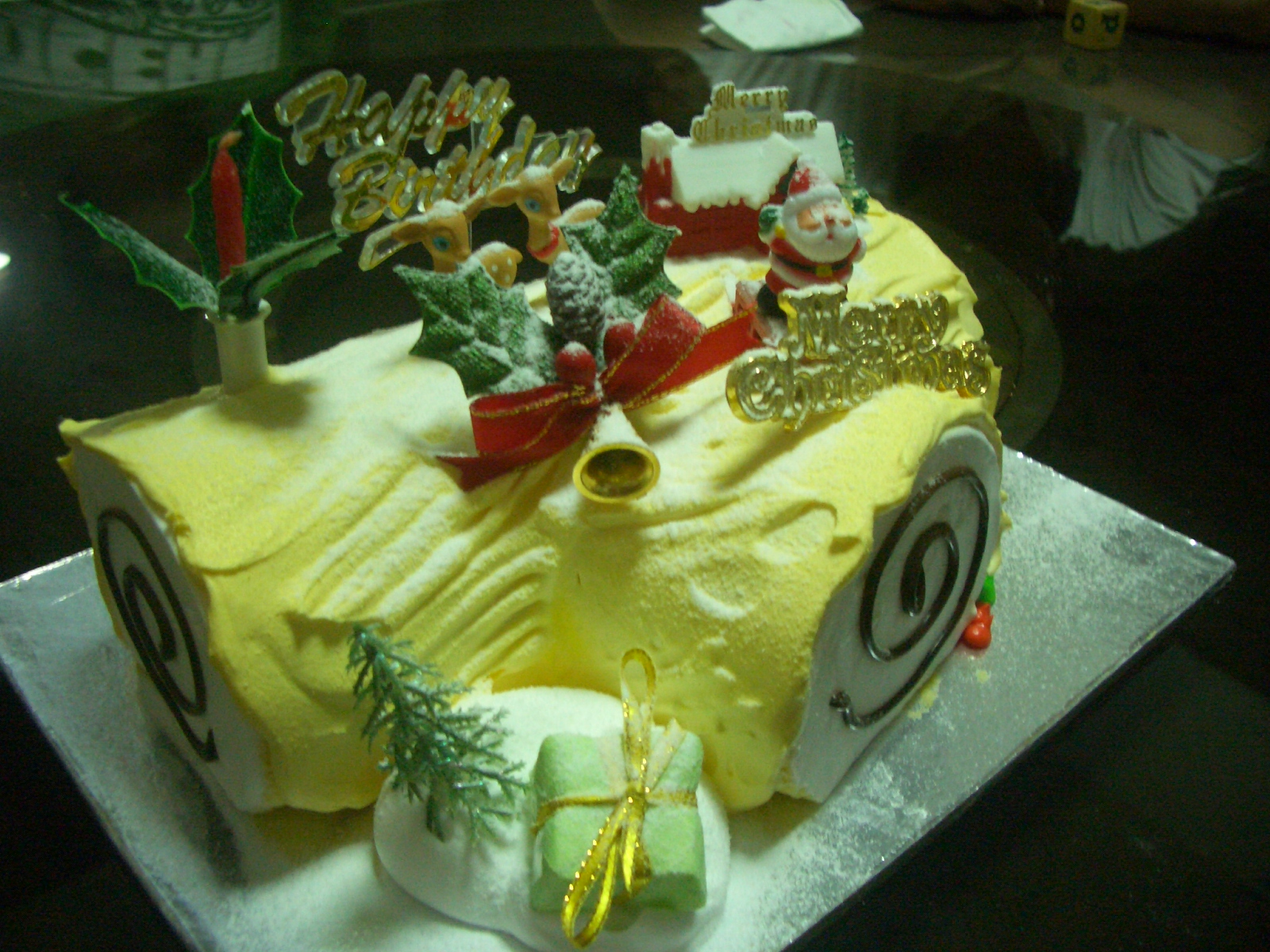
Esempio di tronchetto di Natale

Il tronchetto di Natale  (in francese: bûche de Noël) è un dolce natalizio a forma di tronco ricoperto solitamente di cioccolato o crema di caffè e glassa  e riempito solitamente di marmellata, diffuso principalmente in Francia e negli altri Paesi francofoni (ma conosciuto anche altrove) e che ricorda la tradizione del ceppo di Natale. La ricetta sarebbe stata inventata da un pasticciere intorno al 1945.

## Ingredienti principali[3]
- Cioccolato al latte
- Uova
- Zucchero
- Cacao amaro in polvere
- Panna
- Crema
- Zucchero a velo